# Juan Estefanía Mendicute
Juan Estefanía Mendicute (Bilbao, 1884 - Huelva, 4 de desembre de 1943) va ser un directiu empresarial espanyol i president de dos clubs de futbol: el Club Atlètic de Madrid i el Recreativo de Huelva.

## Biografia
Juan Estefanía havia nascut a Bilbao, i en aquella ciutat havia presidit la Federació Biscaïna de Boxa quan va marxar a Madrid, on treballaria com a gerent d'una empresa de carbó.
El 1923 va accedir a la presidència de l'Atlètic de Madrid (llavors Athletic de Madrid), redactant uns nous Estatuts que segregarien de forma definitiva a aquest club de l'Athletic de Bilbao, al qual fins aquell moment havia estat vinculat.
Entre els seus mèrits esportius figuren el Campionat Regional de 1925 i el Subcampionat de Copa de 1926, any en què va abandonar la presidència.
El 1940, i ja establert a Huelva, seria escollit President del Recreativo, càrrec que mantindria fins al 1942.